# Virose da Mosca
Virose da Mosca (também conhecida por doenças diarreicas agudas) é um grupo de doenças causadas por vários Micro-organismos como vírus, bactérias, fungos e parasitas. Eles podem atingir o trato gastrointestinal e os sintomas podem permanecer por 2 a 14 dias.

## Sintomas[2]
1. Náuseas
2. Vômitos
3. Diarreia
4. Febre
5. Cólicas abdominais
6. Desidratação (Pode ser causado apenas em casos graves)

## Prevenção[3]
1. Lavar as mãos com água limpa e sabão (principalmente antes preparar ou ingerir alimentos, ou depois de usar o banheiro)
2. Limpar superfícies e os equipamentos usados na preparação de alimentos
3. Proteger alimentos e área da cozinha contra insetos, animais de estimação e outros animais
4. Evitar consumo de alimentos crus ou malcozidos
5. Manter a tampa da lixeira sempre fechada